# María José Castro Rojas
María José Castro Rojas (Santiago, 21 de julio de 1971) es una profesora de educación básica y política chilena. Se desempeñó como subsecretaria de Educación Parvularia desde marzo de 2018 hasta enero de 2021, en el segundo mandato del presidente Sebastián Piñera. Luego, entre septiembre de 2021 y marzo de 2022, fungió como directora nacional del Servicio Nacional de Protección Especializada a la Niñez y Adolescencia, nombrada bajo la misma administración.

## Familia y estudios
Nació en Santiago de Chile, el 21 de julio de 1971, hija de José Daniel Castro Valenzuela y Sylvia Raquel Rojas Fuentes.
Realizó sus estudios superiores en la carrera de educación básica de la Pontificia Universidad Católica de Chile (PUC), luego cursó un magíster en filosofía aplicada de la Universidad de los Andes.

## Carrera profesional
Ha ejercido su profesión durante más de 25 años en distintas instituciones educativas, 15 años de experiencia docente, y más de 10 años en dirección y liderazgo de colegios.
En 2007 se incorporó a la Red de Colegios SIP (institución formada por 18 colegios particulares subvencionados) donde ocupó diferentes cargos. Entre 2011 y 2018 se desempeñó como Coordinadora General Pedagógica de la SIP, liderando un equipo de trabajo conformado por 45 asesores pedagógicos.
En 2015 fue nombrada integrante permanente de la «Mesa de Trabajo de Desarrollo Curricular», convocada por el Ministerio de Educación, que concluyó con la entrega del informe Recomendaciones para una Política Nacional de Desarrollo Curricular.
El 11 de marzo de 2018 bajo el gobierno de Sebastián Piñera, asumió la Subsecretaría de Educación Parvularia, sucediendo a María Isabel Díaz. El 4 de enero de 2021 abandonó su cargo en la Subsecretaría.
El 3 de septiembre de 2021 regresó al gobierno, al ser nombrada por Piñera, como directora del recién creado Servicio Nacional de Protección Especializada a la Niñez y Adolescencia (organismo sucesor del Servicio Nacional de Menores, Sename), siendo la primera en asumir dicha función.